# Woonoord Schattenberg

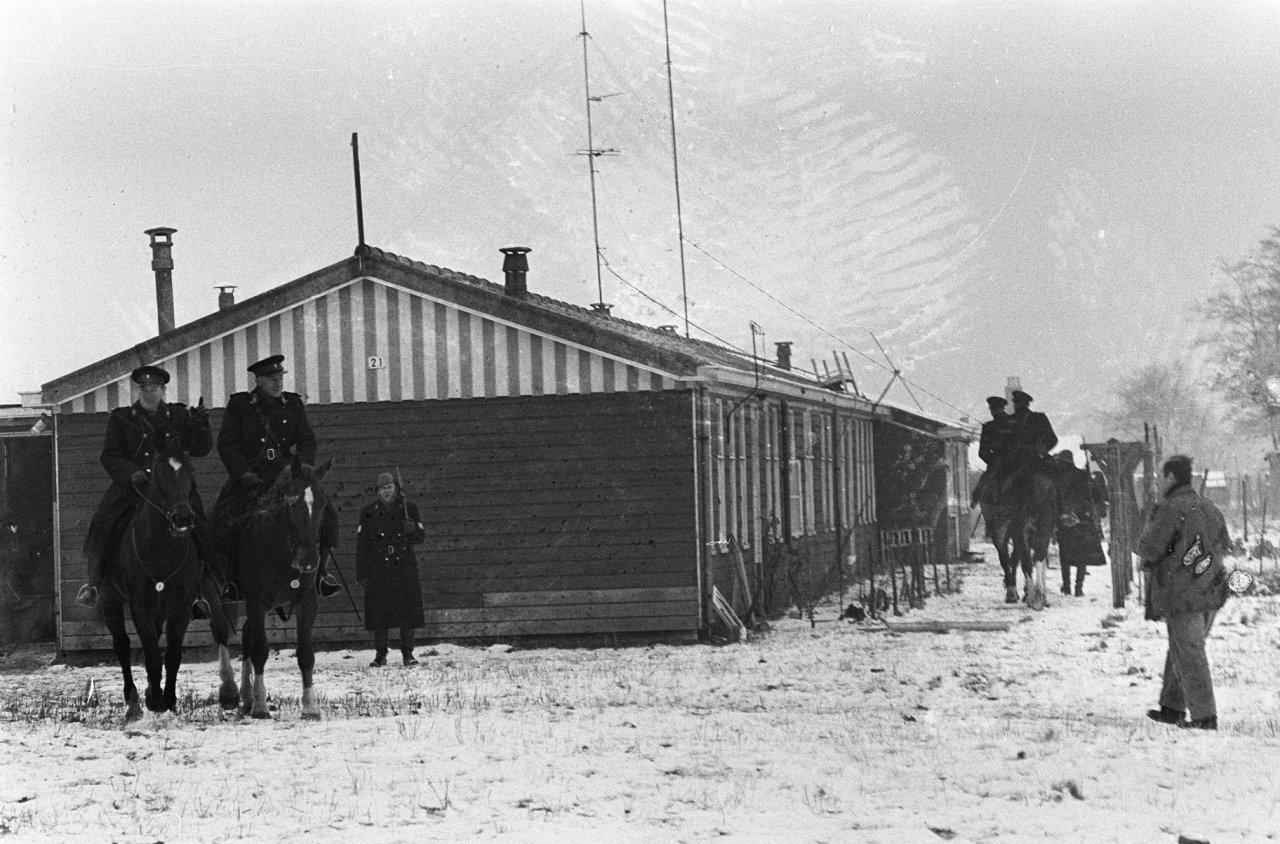
Ontruiming van Schattenberg (1966)

Woonoord Schattenberg was van 1951 tot 1971 een woonoord voor gedemobiliseerde KNIL-militairen van Zuid-Molukse afkomst en hun gezinnen op het terrein van het voormalige doorgangskamp Westerbork in Hooghalen in de Nederlandse provincie Drenthe. 
Het kampterrein was voor de Tweede Wereldoorlog in gebruik als Joods vluchtelingenkamp en werd in de oorlog gebruikt als centraal doorgangskamp voor de deportatie van in Nederland woonachtige Joden naar vernietigingskampen in Oost-Europa. Na de oorlog werd het korte tijd (1945-1948) benut als interneringskamp voor NSB'ers. Daarna, totdat de Molukkers er werden gehuisvest, werden er Indische Nederlanders ondergebracht.
Het terrein met ruim 100 gebouwen en barakken werd voor de opvang hernoemd tot Schattenberg, naar een historische grafheuvel in de buurt. De eerste Molukkers arriveerden hier op 22 maart 1951; ze waren een dag eerder in Rotterdam aangekomen met het schip de Kota Inten. 
In 1958 brandden drie barakken uit. Hierop zijn verschillende gezinnen vertrokken. In 1964 volgde een grote uittocht en in 1971 werd het woonoord definitief ontruimd om plaats te maken voor een radiosterrenwacht. De bewoners werden o.a. ondergebracht in Molukse wijken in het nabijgelegen Assen en Bovensmilde. In Assen werd in 1965 de grootste Molukse wijk van Nederland gebouwd met 171 gezinswoningen.
Van de jongere generatie waren enkelen betrokken bij de treinkaping bij Wijster in 1975, de gijzeling van een lagere school in Bovensmilde en de treinkaping bij De Punt in 1977 en de gijzeling in het provinciehuis te Assen in 1978.

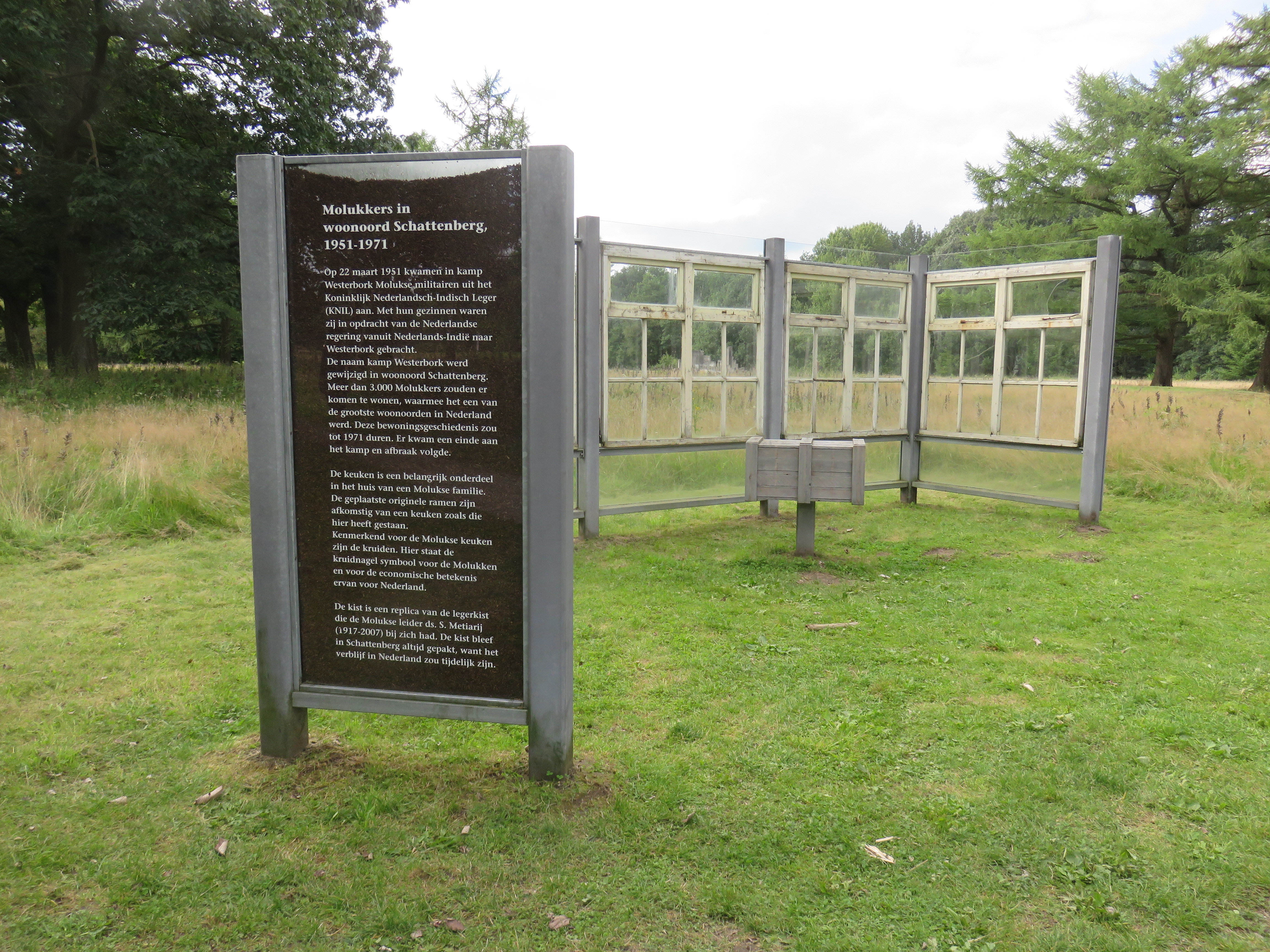
Moluks monument
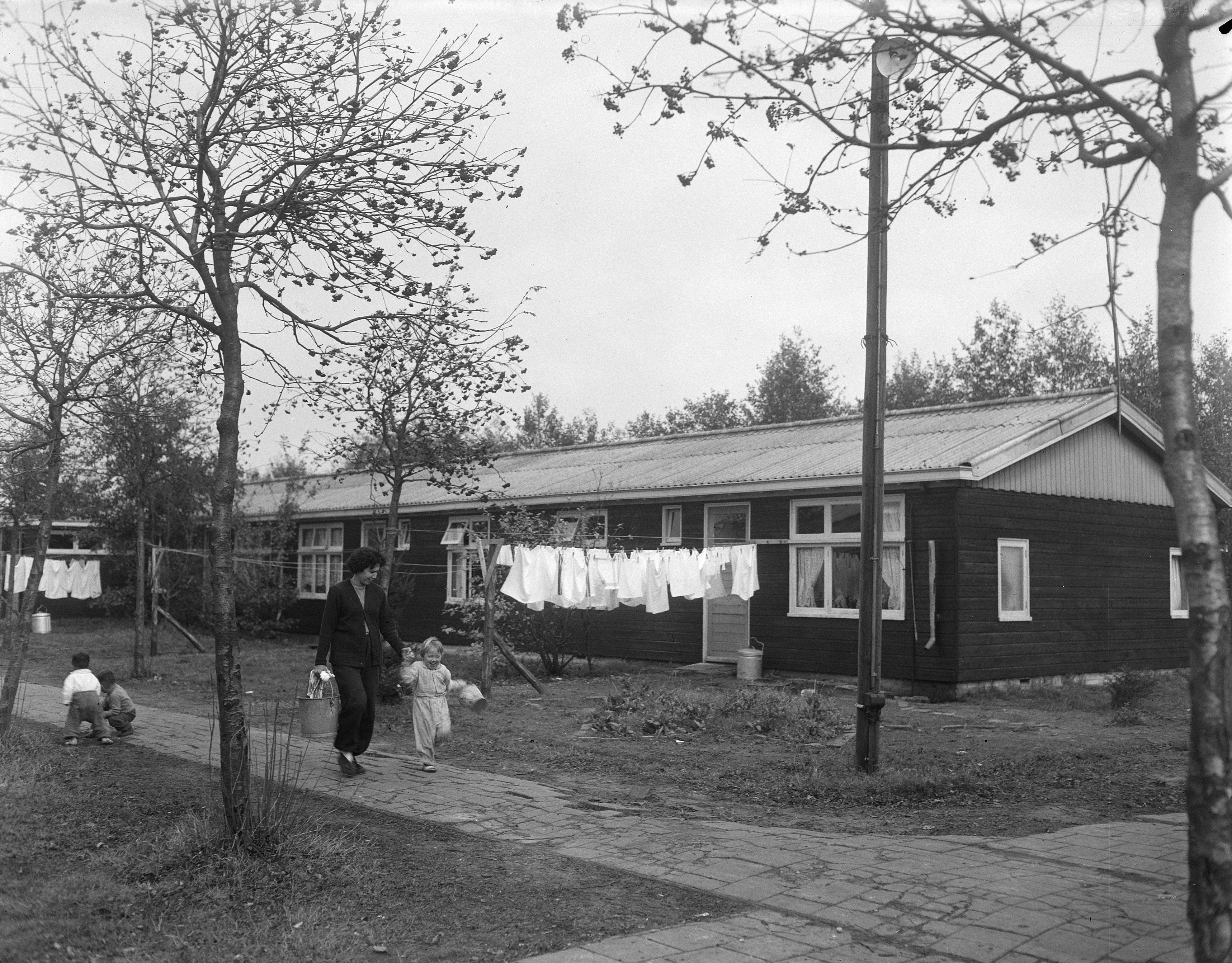
Schattenberg 1950
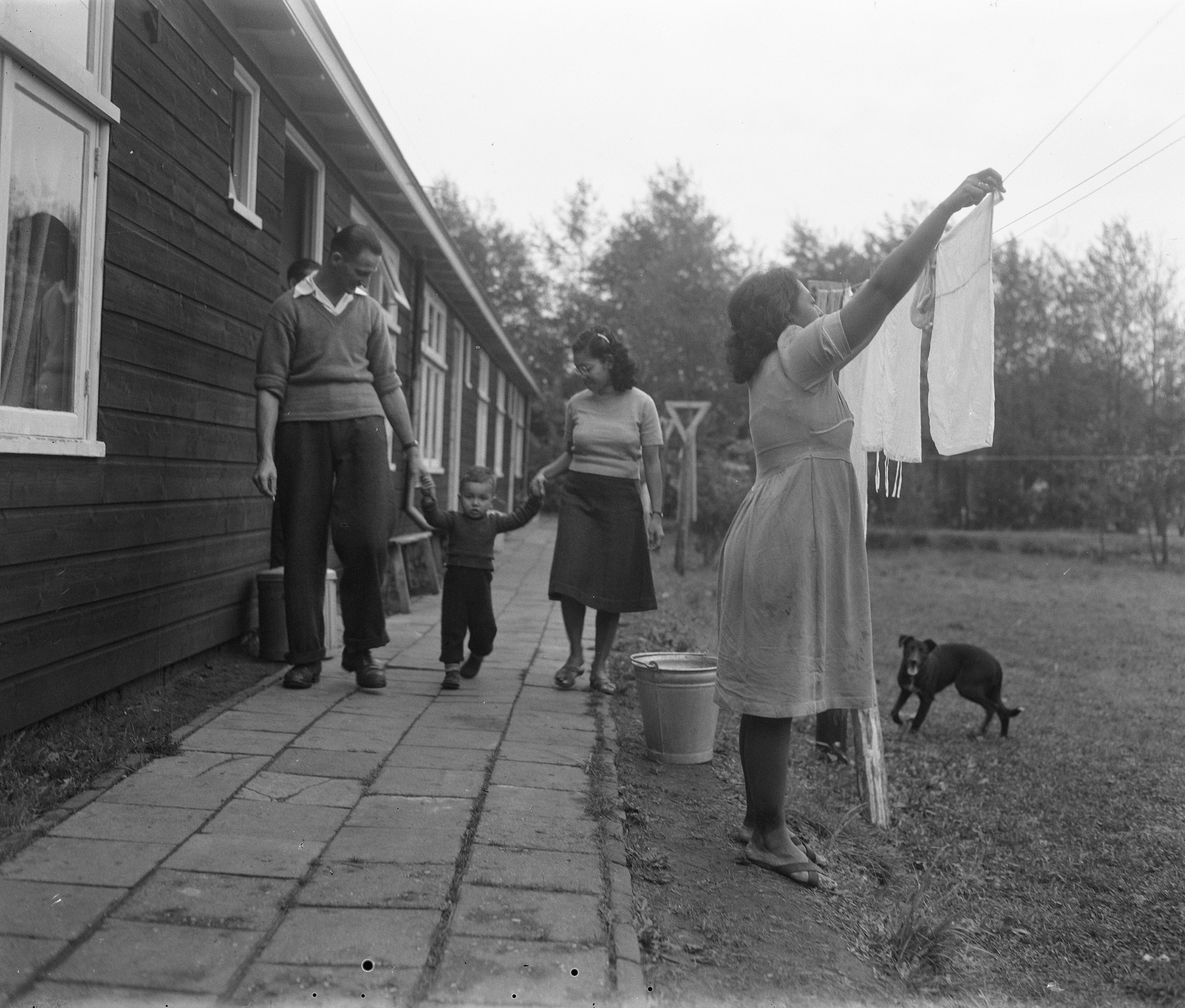
Schattenberg 1950
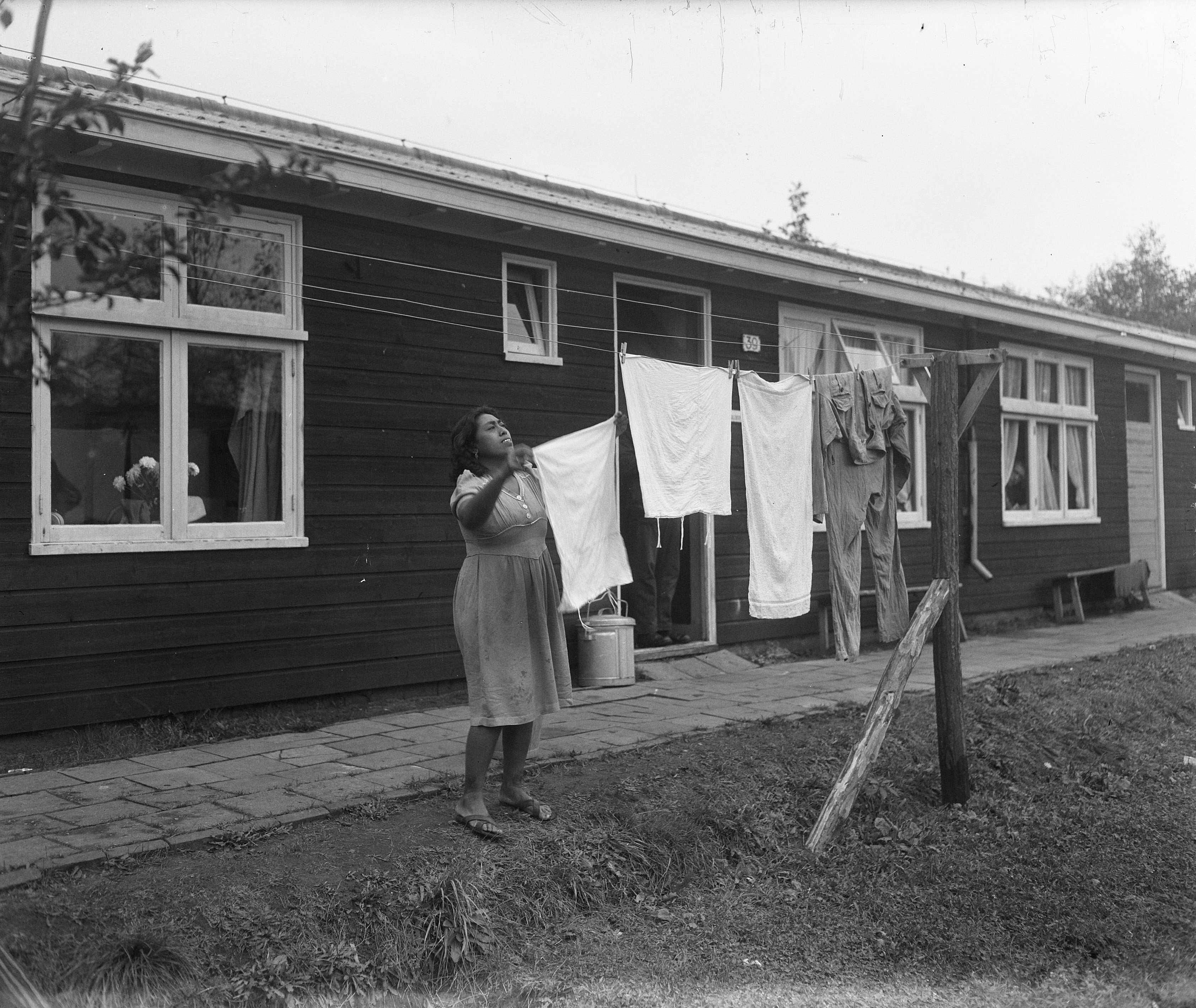
Schattenberg 1950